# Noëlle Boisson
Pour les articles homonymes, voir Boisson (homonymie).
Noëlle Boisson est une monteuse de cinéma française, née le 1er décembre 1944.

## Biographie
Diplômée de l'École nationale de photographie et cinématographie Louis-Lumière en 1966, Noëlle Boisson a remporté quatre fois, depuis 1983, le César du meilleur montage.
Mariée au réalisateur Dominique Cheminal, elle est la mère de la réalisatrice Lola Doillon (née en 1975).

## Filmographie

### Courts métrages
Documentaires réalisés par Jacques Doillon
- 1969 : Trial
- 1970 : La Voiture électronique
- 1970 : Vitesse oblige
- 1971 : On ne se dit pas tout entre époux
- 1971 : Bol d'or
- 1973 : Autour des filets
- 1975 : La Mémoire de Gébé

### Longs métrages
- 1969 : La Fiancée du pirate de Nelly Kaplan
- 1973 : La Valise de Georges Lautner
- 1973 : L'An 01 de Jacques Doillon
- 1974 : Les Doigts dans la tête de Jacques Doillon
- 1975 : Un sac de billes de Jacques Doillon
- 1978 : Les Bronzés de Patrice Leconte
- 1979 : Coup de tête de Jean-Jacques Annaud
- 1979 : Les Bronzés font du ski de Patrice Leconte
- 1980 : C'est pas moi, c'est lui de Pierre Richard
- 1981 : La Fille prodigue de Jacques Doillon
- 1981 : Les hommes préfèrent les grosses de Jean-Marie Poiré
- 1982 : Qu'est-ce qui fait courir David ? de Élie Chouraqui
- 1983 : Le Général de l'armée morte
- 1984 : La Pirate de Jacques Doillon
- 1984 : Paroles et Musique de Élie Chouraqui
- 1985 : L'Année du dragon de Michael Cimino
- 1985 : La Tentation d'Isabelle de Jacques Doillon
- 1986 : Jean de Florette de Claude Berri
- 1986 : La Femme de ma vie de Régis Wargnier
- 1987 : Man on Fire de Élie Chouraqui
- 1988 : L'Ours de Jean-Jacques Annaud
- 1990 : Cyrano de Bergerac de Jean-Paul Rappeneau
- 1991 : Veraz de Xavier Castano
- 1992 : L'Amant de Jean-Jacques Annaud
- 1993 : Une journée chez ma mère de Dominique Cheminal
- 1993 : Toxic Affair de Philomène Esposito
- 1994 : L'Inondation de Igor Minaïev
- 1994 : La Machine de François Dupeyron
- 1995 : Le Hussard sur le toit de Jean-Paul Rappeneau
- 1996 : Portraits chinois de Martine Dugowson
- 1997 : La Ville dont le prince est un enfant de Christophe Malavoy
- 1997 : Sept Ans au Tibet de Jean-Jacques Annaud
- 1998 : La fille d'un soldat ne pleure jamais de James Ivory
- 1999 : Un pont entre deux rives de Frédéric Auburtin et Gérard Depardieu
- 2000 : Vatel de Roland Joffé
- 2001 : Stalingrad de Jean-Jacques Annaud
- 2002 : Skydance (documentaire réalisé par Éric Magnan)
- 2003 : Volpone de Ben Jonson (TV)
- 2004 : Deux Frères de Jean-Jacques Annaud
- 2005 : L'Avion de Cédric Kahn
- 2007 : Sa Majesté Minor de Jean-Jacques Annaud

## Distinctions

### Récompenses
- 1983 : César du meilleur montage (Qu'est-ce qui fait courir David ?)
- 1989 : César du Meilleur Montage (L'Ours)
- 1991 : César du Meilleur Montage (Cyrano de Bergerac)
- 2005 : César du Meilleur Montage (Deux Frères)

### Nominations
- 1990 : Nomination pour l'Oscar du meilleur montage (L'Ours)
- 1993 : Nomination pour le César du Meilleur Montage (L'Amant)
- 1996 : Nomination pour le César du Meilleur Montage (Le Hussard sur le toit)